# Штрихи смычковых струнных инструментов
Штрих смычковых струнных инструментов — способ извлечения звука (штрих), связанный с типом движения смычка по струнам, у смычковых струнных инструментов. 
Способ ведения смычка или штриха называются тоже смычок.

## История
При извлечении звука могут варьироваться давление, скорость и направление удара смычка. К тому же требуется тонкая координация между пальцами, запястьем и рукой. Терминология штрихов окончательно сформировалась в XIX веке, хотя сами штрихи частично употреблялись уже во времена барокко и в венской классической школе. 
Виды штрихов:
- Штрих вниз и  Штрих вправо — в скрипичной игре движение, при котором смычок прикасается к струнам сперва нижним своим концом и под конец верхним (на виолончели и контрабасе штрих вправо)[2];
- Штрих вверх и  Штрих влево — противоположность Штриху вниз и  Штриху вправо[2].

Для сильных акцентов штрих вниз следует предпочесть штриху вверх, а для аккордов, которые берутся начиная от низких струн к более высоким — штрих вверх необходим (например g′ d′ h′ g″).
Список наиболее важных штрихов:
- деташе (фр. détaché) — каждая нота извлекается отдельным движением смычка с последующим изменением его направления;
- grand detache (с фр. — «движение на весь смычок»);
- сонфиле (фр. sonfile - тянущийся звук);
- портато (итал. portato);
- бариолаж (фр. bariolage - пестро раскрашивать);
- маркато (фр. marcato);
- мартле (устаревшая норма — «мартеле») (фр. martelé);
- пунктирный
- стаккато (итал. staccato) — ноты исполняются отрывисто, с резкой атакой и остановкой смычка на струне;
- летучее стаккато
- рикошет (фр. ricochet, итал. saltellando или нем. Springbogen);
- рикошет-сальто
- спиккато (итал. spiccato) — стакатто с подпрыгиванием смычка после каждой ноты;
- сотийе (фр. sautillé);
- тремоло (итал. tremolo) — быстрое многократное повторение одной ноты короткими чередующимися движениями.
- коль леньо (итал. col legno).
- легато (legato) — последовательность нот исполняется одним движением смычка с одновременной работой левой руки или перемещением смычка на соседние струны.

Пиццикато (итал. pizzicato) и arco классифицируются не как штрихи, а как приёмы.